# Día Europeo de la Protección de Datos
El Día Europeo de la Protección de Datos se celebra anualmente el 28 de enero desde 2007, fue proclamado por el Consejo de Europa en 2006. 

## Proclamación
El Día de la Protección de Datos fue proclamado por el Consejo de Europa el 26 de abril de 2006, con el objetivo de sensibilizar sobre la importancia de la privacidad y la protección de los datos personales. En las referencias iniciales de 2006, la jornada se menciona como "Día de la Protección de Datos". A partir de 2007, algunas fuentes comenzaron a referirse al día como "Día Europeo de la Protección de Datos", reflejando un enfoque más centrado en Europa. En los países de habla inglesa, la celebración es conocida como Data Privacy Day, (Día de la Privacidad de los datos o Día de la privacidad de la información) reflejando la expansión global, a regiones como como Estados Unidos,  Canadá, Catar, Israel, India. En 2009, el Congreso de los Estados Unidos adoptó resoluciones para reconocer el 28 de enero como "National Data Privacy Day", consolidando así su relevancia fuera de Europa.

## Celebración
Este día se celebra cada 28 de enero desde 2007, la fecha conmemora la apertura para firma del Convenio 108 del Consejo de Europa de 1981, el primer tratado internacional vinculante para la protección de datos personales en su tratamiento automatizado. La jornada tiene como objetivo principal sensibilizar sobre la importancia de la privacidad y la protección de datos, promoviendo mejores prácticas y fomentando la educación continua. Originalmente enfocado en la privacidad en línea y las redes sociales, su alcance se ha expandido para incluir a familias, consumidores, empresas y todos los sectores de la sociedad, reflejando los desafíos cambiantes en la era digital.
La celebración fomenta el desarrollo de herramientas tecnológicas que permiten a los individuos tener un mayor control sobre su información personal y promueve la colaboración internacional entre gobiernos, industria, académica y organizaciones sin ánimo de lucro. Se abordan también los retos emergentes relacionados con la inteligencia artificial, con énfasis en asegurar que su desarrollo respete los derechos de privacidad y la dignidad humana, alineándose con los estándares globales en negociación bajo el Consejo de Europa.

## Temas en Europa
- 2007: Primera celebración[2]
- 2008: Get it straight - Use it right - Keep it safe,[14] ('Entiéndelo bien - Úsalo correctamente - Mantenlo seguro')
- 2009: Stay in the picture,[15] ('Mantente informado')
- 2010: Mind your data - Privacy is governance,[16] ('Cuida tus datos - La privacidad es gobernanza')
- 2011: About the processing of your personal data. What do you know?,[17] ('Sobre el procesamiento de tus datos personales. ¿Qué sabes?')
- 2012: Join us in protecting your data,[18]  ('Únete a nosotros para proteger tus datos')
- 2013: El derecho a ser olvidado,[19]
- 2014: Your personal information is valuable. Keep it safe!,[20] ('Tu información personal es valiosa. ¡Mantenla segura!')
- 2015:  Personal Information – Smarten Up!,[21]  ('Información personal – ¡Actúa con inteligencia!')
- 2016: Celebrating 10 years of EU Data Protection Day,[22] ('Celebrando 10 años del Día de la Protección de Datos de la UE')
- 2017: Is your Toaster watching you?,[23] ('¿Te está vigilando tu tostadora?')
- 2018: Sin tema[24]
- 2019: Sin tema[25]
- 2020: Facing New Challenges,[26] ('Enfrentando nuevos desafíos')
- 2021: Your Data, Your Rights,[27] ('Tus datos, tus derechos')
- 2023: Sin tema[28]
- 2024: Your Data, Your Rights,[29] ('Tus datos, tus derechos')